# Campeonato Europeo de Natación de 2016
El XXXIII Campeonato Europeo de Natación se celebró en Londres (Reino Unido) entre el 9 y el 22 de mayo de 2016 bajo la organización de la Liga Europea de Natación (LEN) y la Federación Británica de Natación.
Se realizaron competiciones de natación, natación sincronizada y saltos. Los tres deportes se efectuaron en las piscinas del Centro Acuático de Londres, sede principal de las competiciones de natación en los Juegos Olímpicos de Londres 2012. En esta edición no se disputaron las pruebas de aguas abiertas.

## Calendario
| ● | Ceremonia de apertura | 1 | Finales | ● | Ceremonia de clausura |

| Mayo de 2016          | 09 lun | 10 mar | 11 mié | 12 jue | 13 vie | 14 sáb | 15 dom | 16 lun | 17 mar | 18 mié | 19 jue | 20 vie | 21 sáb | 22 dom | Finales por deporte |
| --------------------- | ------ | ------ | ------ | ------ | ------ | ------ | ------ | ------ | ------ | ------ | ------ | ------ | ------ | ------ | ------------------- |
| Ceremonias            | ●      |        |        |        |        |        |        |        |        |        |        |        |        | ●      | –                   |
| Saltos                | 1      | 2      | 2      | 2      | 2      | 2      | 2      |        |        |        |        |        |        |        | 13                  |
| Natación              |        |        |        |        |        |        |        | 4      | 6      | 5      | 7      | 5      | 7      | 8      | 42                  |
| Natación sincronizada | 1      | 1      | 2      | 2      | 3      |        |        |        |        |        |        |        |        |        | 9                   |
| Finales por día       | 2      | 3      | 4      | 4      | 5      | 2      | 2      | 4      | 6      | 5      | 7      | 5      | 7      | 8      | 64                  |

## Resultados de natación

### Masculino
| Evento                    | Oro                                                                                               | Plata                                                                                    | Bronce                                                                                    |
| ------------------------- | ------------------------------------------------------------------------------------------------- | ---------------------------------------------------------------------------------------- | ----------------------------------------------------------------------------------------- |
| 50 m libre (22.05)        | Florent Manaudou Francia 21,73                                                                    | Andri Hovorov · Ucrania · 21,79                                                          | Benjamin Proud Reino Unido 21,85                                                          |
| 100 m libre (20.05)       | Luca Dotto · Italia · 48,25                                                                       | Sebastiaan Verschuren · Países Bajos · 48,32                                             | Clément Mignon Francia 48,36                                                              |
| 200 m libre (18.05)       | Sebastiaan Verschuren · Países Bajos · 1:46,02                                                    | Velimir Stjepanović Serbia 1:46,26                                                       | James Guy Reino Unido 1:46,42                                                             |
| 400 m libre (16.05)       | Gabriele Detti · Italia · 3:44,01                                                                 | Henrik Christiansen · Noruega · 3:46,49                                                  | Péter Bernek · Hungría · 3:46,81                                                          |
| 800 m libre (20.05)       | Gregorio Paltrinieri · Italia · 7:42,33                                                           | Gabriele Detti · Italia · 7:43,52                                                        | Myjailo Romanchuk · Ucrania · 7:47,99                                                     |
| 1500 m libre (18.05)      | Gregorio Paltrinieri · Italia · 14:34,04                                                          | Gabriele Detti · Italia · 14:48,75                                                       | Myjailo Romanchuk · Ucrania · 14:50,33                                                    |
| 50 m espalda (19.05)      | Camille Lacourt Francia 24,77                                                                     | Richárd Bohus · Hungría · 24,82                                                          | Grigori Tarasevich · Rusia · 24,86                                                        |
| 100 m espalda (17.05)     | Camille Lacourt Francia 53,79                                                                     | Grigori Tarasevich · Rusia · 53,89                                                       | Simone Sabbioni · Italia · Apóstolos Jristu · Grecia · 54,19                              |
| 200 m espalda (21.05)     | Radosław Kawęcki · Polonia · 1:55,98                                                              | Yakov Tumarkin Israel 1:56,97                                                            | Danas Rapšys · Lituania · 1:57,22                                                         |
| 50 m braza (21.05)        | Adam Peaty Reino Unido 26,66                                                                      | Peter John Stevens Eslovenia 27,09                                                       | Ross Murdoch Reino Unido 27,31                                                            |
| 100 m braza (17.05)       | Adam Peaty Reino Unido 58,36                                                                      | Ross Murdoch Reino Unido 59,73                                                           | Giedrius Titenis · Lituania · 1:00,10                                                     |
| 200 m braza (19.05)       | Ross Murdoch Reino Unido 2:08,33                                                                  | Marco Koch · Alemania · 2:08,40                                                          | Luca Pizzini · Italia · 2:10,39                                                           |
| 50 m mariposa (17.05)     | Andri Hovorov · Ucrania · 22,92                                                                   | László Cseh · Hungría · 23,31                                                            | Benjamin Proud Reino Unido 23,34                                                          |
| 100 m mariposa (21.05)    | László Cseh · Hungría · 50,86                                                                     | Konrad Czerniak · Polonia · 51,22                                                        | Mehdy Metella Francia 51,70                                                               |
| 200 m mariposa (19.05)    | László Cseh · Hungría · 1:52,91                                                                   | Viktor Bromer Dinamarca 1:55,35                                                          | Tamás Kenderesi · Hungría · 1:55,39                                                       |
| 200 m estilos (18.05)     | Andreas Vazaíos · Grecia · 1:58,18                                                                | Gal Nevo Israel 1:59,69                                                                  | Alexis Santos Portugal 1:59,76                                                            |
| 400 m estilos (22.05)     | Dávid Verrasztó · Hungría · 4:13,15                                                               | Richárd Nagy · Eslovaquia · 4:14,16                                                      | Federico Turrini · Italia · 4:14,74                                                       |
| 4 × 100 m libre (16.05)   | Francia William Meynard Florent Manaudou Fabien Gilot Clément Mignon 3:13,48                      | Italia · Luca Dotto · Luca Leonardi · Jonathan Boffa · Filippo Magnini · 3:14,29         | Bélgica · Glenn Surgeloose · Jasper Aerents · Dieter Dekoninck · Pieter Timmers · 3:14,30 |
| 4 × 200 m libre (21.05)   | Países Bajos · Dion Dreesens · Maarten Brzoskowski · Kyle Stolk · Sebastiaan Verschuren · 7:07,82 | Bélgica · Louis Croenen · Glenn Surgeloose · Dieter Dekoninck · Pieter Timmers · 7:08,28 | Italia · Andrea D'Arrigo · Filippo Magnini · Luca Dotto · Gabriele Detti · 7:08,30        |
| 4 × 100 m estilos (22.05) | Reino Unido Christopher Walker-Hebborn Adam Peaty James Guy Duncan Scott 3:32,15                  | Francia Benjamin Stasiulis Giacomo Perez-Dortona Mehdy Metella Florent Manaudou 3:33,89  | Hungría · Gábor Balog · Gábor Financsek · László Cseh · Richárd Bohus · 3:34,12           |

### Femenino
| Evento                    | Oro | Plata | Bronce                                                                                           |
| ------------------------- | --- | --- | ------------------------------------------------------------------------------------------------ |
| 50 m libre (22.05)        | Ranomi Kromowidjojo · Países Bajos · 24,07                                                              | Francesca Halsall Reino Unido 24,44                                                                                  | Jeanette Ottesen Dinamarca 24,61                                                                 |
| 100 m libre (18.05)       | Sarah Sjöström · Suecia · 52,82                                                                         | Ranomi Kromowidjojo · Países Bajos · 53,27                                                                           | Femke Heemskerk · Países Bajos · 53,72                                                           |
| 200 m libre (21.05)       | Federica Pellegrini · Italia · 1:55,93                                                                  | Femke Heemskerk · Países Bajos · 1:55,97                                                                             | Charlotte Bonnet Francia 1:56,51                                                                 |
| 400 m libre (22.05)       | Boglárka Kapás · Hungría · 4:03,47                                                                      | Jazmin Carlin Reino Unido 4:04,85                                                                                    | Mireia Belmonte García · España · 4:06,89                                                        |
| 800 m libre (19.05)       | Boglárka Kapás · Hungría · 8:21,40                                                                      | Jazmin Carlin Reino Unido 8:23,52                                                                                    | Tjaša Oder Eslovenia 8:25,68                                                                     |
| 1500 m libre (21.05)      | Boglárka Kapás · Hungría · 15:50,22                                                                     | Mireia Belmonte García · España · 16:00,20                                                                           | María Vilas Vidal · España · 16:01,25                                                            |
| 50 m espalda (21.05)      | Francesca Halsall Reino Unido 27,57                                                                     | Mie Nielsen Dinamarca 27,77                                                                                          | Georgia Davies Reino Unido 27,87                                                                 |
| 100 m espalda (19.05)     | Mie Nielsen Dinamarca 58,73                                                                             | Katinka Hosszú · Hungría · 58,94                                                                                     | Kathleen Dawson Reino Unido 59,68                                                                |
| 200 m espalda (17.05)     | Katinka Hosszú · Hungría · 2:07,01                                                                      | Daryna Zevina · Ucrania · 2:07,48                                                                                    | Matea Samardžić · Croacia · 2:09,24                                                              |
| 50 m braza (22.05)        | Jennie Johansson · Suecia · 30,81                                                                       | Hrafnhildur Lúthersdóttir Islandia 30,91                                                                             | Jenna Laukkanen · Finlandia ·                                                                    |
| 100 m braza (18.05)       | Rūta Meilutytė · Lituania · 1:06,17                                                                     | Hrafnhildur Lúthersdóttir Islandia 1:06,45                                                                           | Chloé Tutton Reino Unido 1:07,50                                                                 |
| 200 m braza (20.05)       | Rikke Møller Pedersen Dinamarca 2:21,69                                                                 | Jessica Vall Montero · España · 2:22,56                                                                              | Hrafnhildur Lúthersdóttir Islandia 2:22,96                                                       |
| 50 m mariposa (17.05)     | Sarah Sjöström · Suecia · 24,99                                                                         | Jeanette Ottesen Dinamarca 25,44                                                                                     | Francesca Halsall Reino Unido 25,48                                                              |
| 100 m mariposa (20.05)    | Sarah Sjöström · Suecia · 55,89                                                                         | Jeanette Ottesen Dinamarca 56,83                                                                                     | Ilaria Bianchi · Italia · 57,52                                                                  |
| 200 m mariposa (22.05)    | Franziska Hentke · Alemania · 2:07,23                                                                   | Liliána Szilágyi · Hungría · 2:07,24                                                                                 | Judit Ignacio Sorribes · España · 2:07,52                                                        |
| 200 m estilos (19.05)     | Katinka Hosszú · Hungría · 2:07,30                                                                      | Siobhan-Marie O'Connor Reino Unido 2:09,03                                                                           | Hannah Miley Reino Unido 2:11,84                                                                 |
| 400 m estilos (16.05)     | Katinka Hosszú · Hungría · 4:30,90                                                                      | Hannah Miley Reino Unido 4:35,27                                                                                     | Zsuzsanna Jakabos · Hungría · 4:38,39                                                            |
| 4 × 100 m libre (16.05)   | Países Bajos · Maud van der Meer · Femke Heemskerk · Marrit Steenbergen · Ranomi Kromowidjojo · 3:33,80 | Italia · Silvia Di Pietro · Erika Ferraioli · Aglaia Pezzato · Federica Pellegrini · 3:37,68                         | Suecia · Sarah Sjöström · Ida Marko-Varga · Ida Lindborg · Louise Hansson · 3:37,84              |
| 4 × 200 m libre (19.05)   | Hungría · Zsuzsanna Jakabos · Evelyn Verrasztó · Boglárka Kapás · Katinka Hosszú · 7:51,63              | España · Melanie Costa Schmid · Patricia Castro Ortega · Fátima Gallardo Carapeto · Mireia Belmonte García · 7:53,38 | Países Bajos · Andrea Kneppers · Esmee Vermeulen · Robin Neumann · Femke Heemskerk · 7:53,63     |
| 4 × 100 m estilos (22.05) | Reino Unido Kathleen Dawson Chloé Tutton Siobhan-Marie O'Connor Francesca Halsall 3:58,57               | Italia · Carlotta Zofkova · Martina Carraro · Ilaria Bianchi · Erika Ferraioli · 4:00,73                             | Finlandia · Mimosa Jallow · Jenna Laukkanen · Emilia Pikkarainen · Hanna-Maria Seppälä · 4:01,49 |

### Mixto
| Evento                    | Oro | Plata                                                                                    | Bronce                                                                                   |
| ------------------------- | --- | ---------------------------------------------------------------------------------------- | ---------------------------------------------------------------------------------------- |
| 4 × 100 m libre (20.05)   | Países Bajos · Sebastiaan Verschuren · Ben Schwietert · Maud van der Meer · Ranomi Kromowidjojo · 3:23,64 | Italia · Filippo Magnini · Luca Dotto · Erika Ferraioli · Federica Pellegrini · 3:24,55  | Francia Clément Mignon Jérémy Stravius Charlotte Bonnet Anna Santamans 3:25,49           |
| 4 × 100 m estilos (17.05) | Reino Unido Christopher Walker-Hebborn Adam Peaty Siobhan-Marie O'Connor Francesca Halsall 3:44,56        | Italia · Simone Sabbioni · Martina Carraro · Piero Codia · Federica Pellegrini · 3:45,74 | Hungría · Gábor Balog · Gábor Financsek · Evelyn Verrasztó · Zsuzsanna Jakabos · 3:49,50 |

### Medallero
| Núm. | País         | Oro | Plata | Bronce | Total |
| ---- | ------------ | --- | ----- | ------ | ----- |
| 1    | Hungría      | 10  | 4     | 5      | 19    |
| 2    | Reino Unido  | 7   | 6     | 9      | 22    |
| 3    | Italia       | 5   | 7     | 5      | 17    |
| 4    | Países Bajos | 5   | 3     | 2      | 10    |
| 5    | Francia      | 4   | 1     | 4      | 9     |
| 6    | Suecia       | 4   | 0     | 1      | 5     |
| 7    | Dinamarca    | 2   | 4     | 1      | 7     |
| 8    | Ucrania      | 1   | 2     | 2      | 5     |
| 9    | Alemania     | 1   | 1     | 0      | 2     |
| 9    | Polonia      | 1   | 1     | 0      | 2     |
| 11   | Lituania     | 1   | 0     | 2      | 3     |
| 12   | Grecia       | 1   | 0     | 1      | 2     |
| 13   | España       | 0   | 3     | 3      | 6     |
| 14   | Islandia     | 0   | 2     | 1      | 3     |
| 15   | Israel       | 0   | 2     | 0      | 2     |
| 16   | Bélgica      | 0   | 1     | 1      | 2     |
| 16   | Eslovenia    | 0   | 1     | 1      | 2     |
| 16   | Rusia        | 0   | 1     | 1      | 2     |
| 19   | Eslovaquia   | 0   | 1     | 0      | 1     |
| 19   | Noruega      | 0   | 1     | 0      | 1     |
| 19   | Serbia       | 0   | 1     | 0      | 1     |
| 22   | Finlandia    | 0   | 0     | 2      | 2     |
| 23   | Croacia      | 0   | 0     | 1      | 1     |
| 23   | Portugal     | 0   | 0     | 1      | 1     |
|      | TOTAL        | 42  | 42    | 43     | 127   |

## Resultados de saltos

### Masculino
| Evento                          | Oro                                                 | Plata                                              | Bronce                                                  |
| ------------------------------- | --------------------------------------------------- | -------------------------------------------------- | ------------------------------------------------------- |
| Trampolín 1 m (10.05)           | Ilia Kvasha · Ucrania · 439,70 pts.                 | Giovanni Tocci · Italia · 414,30 pts.              | Constantin Blaha · Austria · 402,55 pts.                |
| Trampolín 3 m (12.05)           | Yevgueni Kuznetsov · Rusia · 497,90                 | Jack Laugher Reino Unido 473,60                    | Ilia Kvasha · Ucrania · 463,85                          |
| Plataforma 10 m (15.05)         | Thomas Daley Reino Unido 570,50                     | Viktor Minibayev · Rusia · 524,60                  | Nikita Shleijer · Rusia · 480,90                        |
| Trampolín 3 m sincro. (13.05)   | Jack Laugher Christopher Mears Reino Unido 456,81   | Ilia Zajarov · Yevgueni Kuznetsov · Rusia · 445,23 | Ilia Kvasha · Olexandr Horshkovozov · Ucrania · 439,86  |
| Plataforma 10 m sincro. (12.05) | Sascha Klein · Patrick Hausding · Alemania · 445,26 | Thomas Daley Daniel Goodfellow Reino Unido 444,30  | Olexandr Horshkovozov · Maxym Dolhov · Ucrania · 429,75 |

### Femenino
| Evento                          | Oro                                                  | Plata                                                 | Bronce                                              |
| ------------------------------- | ---------------------------------------------------- | ----------------------------------------------------- | --------------------------------------------------- |
| Trampolín 1 m (11.05)           | Tania Cagnotto · Italia · 284,15 pts.                | Elena Bertocchi · Italia · 281,30 pts.                | Nadezhda Bazhina · Rusia · 280,75 pts.              |
| Trampolín 3 m (14.05)           | Tania Cagnotto · Italia · 360,60                     | Uschi Freitag · Países Bajos · 330,60                 | Grace Reid Reino Unido 328,55                       |
| Plataforma 10 m (13.05)         | Yuliya Prokopchuk · Ucrania · 385,90                 | Tonia Couch Reino Unido 352,70                        | Georgia Ward Reino Unido 325,05                     |
| Trampolín 3 m sincro. (15.05)   | Tania Cagnotto · Francesca Dallapè · Italia · 327,81 | Alicia Blagg Rebecca Gallantree Reino Unido 319,32    | Nadezhda Bazhina · Kristina Ilinyj · Rusia · 304,20 |
| Plataforma 10 m sincro. (10.05) | Maria Kurjo · My Phan · Alemania · 279,75            | Hanna Krasnoshlyk · Vlada Tatsenko · Ucrania · 278,01 | Villő Kormos · Zsófia Reisinger · Hungría · 274,74  |

### Mixto
| Evento                          | Oro                                                  | Plata                                                        | Bronce                                                |
| ------------------------------- | ---------------------------------------------------- | ------------------------------------------------------------ | ----------------------------------------------------- |
| Trampolín 3 m sincro. (11.05)   | Grace Reid Thomas Daley Reino Unido 321,06           | Tania Cagnotto · Maicol Verzotto · Italia · 308,70           | Nadezhda Bazhina · Nikita Shleijer · Rusia · 305,28   |
| Plataforma 10 m sincro. (14.05) | Yuliya Prokopchuk · Maxym Dolhov · Ucrania · 323,70  | Georgia Ward Matthew Lee Reino Unido 318,24                  | Yuliya Timoshinina · Nikita Shleijer · Rusia · 307,68 |
| Equipo (09.05)                  | Nadezhda Bazhina · Viktor Minibayev · Rusia · 411,50 | Yuliya Prokopchuk · Olexandr Horshkovozov · Ucrania · 396,40 | Georgia Ward Matthew Lee Reino Unido 352,20           |

### Medallero
| Núm. | País         | Oro | Plata | Bronce | Total |
| ---- | ------------ | --- | ----- | ------ | ----- |
| 1    | Reino Unido  | 3   | 5     | 3      | 11    |
| 2    | Italia       | 3   | 3     | 0      | 6     |
| 3    | Ucrania      | 3   | 2     | 3      | 8     |
| 4    | Rusia        | 2   | 2     | 5      | 9     |
| 5    | Alemania     | 2   | 0     | 0      | 2     |
| 6    | Países Bajos | 0   | 1     | 0      | 1     |
| 7    | Austria      | 0   | 0     | 1      | 1     |
| 7    | Hungría      | 0   | 0     | 1      | 1     |
|      | TOTAL        | 13  | 13    | 13     | 39    |

## Resultados de natación sincronizada

### Femenino
| Evento                        | Oro | Plata | Bronce |
| ----------------------------- | --- | --- | --- |
| Solo rutina técnica (12.05)   | Svetlana Romashina · Rusia · 93,8865 pts. | Anna Voloshyna · Ucrania · 90,7289 pts. | Linda Cerruti · Italia · 87,1493 pts. |
| Solo rutina libre (10.05)     | Natalia Ishchenko · Rusia · 96,4000 | Anna Voloshyna · Ucrania · 93,4000 | Linda Cerruti · Italia · 89,4333 |
| Dúo rutina técnica (13.05)    | Natalia Ishchenko · Svetlana Romashina · Rusia · 95,1900 | Lolita Ananasova · Anna Voloshyna · Ucrania · 91,7249 | Linda Cerruti · Costanza Ferro · Italia · 88,3564 |
| Dúo rutina libre (11.05)      | Natalia Ishchenko · Svetlana Romashina · Rusia · 96,9000 | Lolita Ananasova · Anna Voloshyna · Ucrania · 93,3333 | Linda Cerruti · Costanza Ferro · Italia · 91,2667 |
| Equipo rutina técnica (09.05) | Rusia · Svetlana Kolesnichenko · Alexandra Patskevich · Ala Shishkina · Mariya Shurochkina · Vlada Chiguiriova · Guelena Topilina · Yelena Prokofieva · Marina Goliadkina · 94,0994                                     | Ucrania · Lolita Ananasova · Anna Voloshyna · Daria Yushko · Olena Grechyjina · Anastasiya Savchuk · Xeniya Sydorenko · Olexandra Sabada · Kateryna Sadurska · 92,0844                                     | Italia · Elisa Bozzo · Beatrice Callegari · Camilla Cattaneo · Francesca Deidda · Costanza Ferro · Manila Flamini · Mariangela Perrupato · Sara Sgarzi · 88,9053                                                  |
| Equipo rutina libre (13.05)   | Ucrania · Lolita Ananasova · Anna Voloshyna · Daria Yushko · Olena Grechyjina · Anastasiya Savchuk · Xeniya Sydorenko · Olexandra Sabada · Kateryna Sadurska · 94,0000                                                  | Italia · Elisa Bozzo · Beatrice Callegari · Camilla Cattaneo · Linda Cerruti · Francesca Deidda · Manila Flamini · Mariangela Perrupato · Sara Sgarzi · 91,2333                                            | España · Cristina Salvador González · Helena Jaumà Lluch · Meritxell Mas Pujadas · Clara Camacho del Hoyo · Cecilia Jiménez Nieto · Paula Ramírez Ibáñez · María del Carmen Juárez · Alba María Cabello · 89,6667 |
| Combinación libre (12.05)     | Rusia · Svetlana Kolesnichenko · Darina Valitova · Alexandra Patskevich · Ala Shishkina · Mariya Shurochkina · Vlada Chiguiriova · Guelena Topilina · Yelena Prokofieva · Liliya Nizamova · Marina Goliadkina · 96,5000 | Ucrania · Lolita Ananasova · Anna Voloshyna · Daria Yushko · Olena Grechyjina · Olha Zolotarova · Kateryna Reznik · Anastasiya Savchuk · Xeniya Sydorenko · Olexandra Sabada · Kateryna Sadurska · 93,4333 | Italia · Elisa Bozzo · Beatrice Callegari · Camilla Cattaneo · Linda Cerruti · Francesca Deidda · Costanza Ferro · Manila Flamini · Mariangela Perrupato · Sara Sgarzi · Gemma Galli · 90,9333                    |

### Mixto
| Evento                     | Oro                                                        | Plata                                                      | Bronce                                             |
| -------------------------- | ---------------------------------------------------------- | ---------------------------------------------------------- | -------------------------------------------------- |
| Dúo rutina técnica (13.05) | Alexandr Maltsev · Mijaela Kalancha · Rusia · 89,0902 pts. | Giorgio Minisini · Manila Flamini · Italia · 86,1772 pts.  | Pau Ribes · Berta Ferreras · España · 82,0645 pts. |
| Dúo rutina libre (11.05)   | Alexandr Maltsev · Mijaela Kalancha · Rusia · 90,4667      | Giorgio Minisini · Mariangela Perrupato · Italia · 87,4667 | Pau Ribes · Berta Ferreras · España · 86,5667      |

### Medallero
| Núm. | País    | Oro | Plata | Bronce | Total |
| ---- | ------- | --- | ----- | ------ | ----- |
| 1    | Rusia   | 8   | 0     | 0      | 8     |
| 2    | Ucrania | 1   | 6     | 0      | 7     |
| 3    | Italia  | 0   | 3     | 6      | 9     |
| 4    | España  | 0   | 0     | 3      | 3     |
|      | TOTAL   | 9   | 9     | 9      | 27    |

## Medallero total
| Núm. | País         | Oro | Plata | Bronce | Total |
| ---- | ------------ | --- | ----- | ------ | ----- |
| 1    | Reino Unido  | 10  | 11    | 12     | 33    |
| 2    | Hungría      | 10  | 4     | 6      | 20    |
| 3    | Rusia        | 10  | 3     | 6      | 19    |
| 4    | Italia       | 8   | 13    | 11     | 32    |
| 5    | Ucrania      | 5   | 10    | 5      | 20    |
| 6    | Países Bajos | 5   | 4     | 2      | 11    |
| 7    | Francia      | 4   | 1     | 4      | 9     |
| 8    | Suecia       | 4   | 0     | 1      | 5     |
| 9    | Alemania     | 3   | 1     | 0      | 4     |
| 10   | Dinamarca    | 2   | 4     | 1      | 7     |
| 11   | Polonia      | 1   | 1     | 0      | 2     |
| 12   | Lituania     | 1   | 0     | 2      | 3     |
| 13   | Grecia       | 1   | 0     | 1      | 2     |
| 14   | España       | 0   | 3     | 6      | 9     |
| 15   | Islandia     | 0   | 2     | 1      | 3     |
| 16   | Israel       | 0   | 2     | 0      | 2     |
| 17   | Bélgica      | 0   | 1     | 1      | 2     |
| 17   | Eslovenia    | 0   | 1     | 1      | 2     |
| 19   | Eslovaquia   | 0   | 1     | 0      | 1     |
| 19   | Noruega      | 0   | 1     | 0      | 1     |
| 19   | Serbia       | 0   | 1     | 0      | 1     |
| 22   | Finlandia    | 0   | 0     | 2      | 2     |
| 23   | Austria      | 0   | 0     | 1      | 1     |
| 23   | Croacia      | 0   | 0     | 1      | 1     |
| 23   | Portugal     | 0   | 0     | 1      | 1     |
|      | TOTAL        | 64  | 64    | 65     | 193   |